# Традиционална израда зидних тепиха у Румунији и Молдавији
Традиционална израда зидних тепиха у Румунији и Молдавији представља један од елемената Унесковог нематеријалног наслеђа човечанства. Традиционална уметност израде тепиха ткањем препозната је од стране УНЕСКО-а широм света (10 елемената из 11 земаља) као нематеријално културно наслеђе. Израда тепиха у Румунији и Молдавији уписана је у регистар 1. децембра 2016. године (Дан независности Румуније).

## Традиција
У прошлости су зидни теписи које су производили ткачи у Румунији и Молдавији коришћени не само као украсни елементи и извори изолације, већ и као део младиног мираза. За израду комада са импресивним мотивима биле су потребне различите технике. Одређени обрасци такође су указивали на област одакле потиче ткаља. Теписи су имали и додатну улогу у пракси заједнице, на пример на сахранама где су симболизовали пролаз душе у други свет. Излагани су и на међународним изложбама као примери националног идентитета. Ових дана зидни теписи углавном се цене као уметничка дела за јавне и приватне просторе и излажу се на градским фестивалима и свечаностима. У селима девојчице су училе ткање од мајке или баке, док у градовима часове одржавају занатски центри, удружења и факултети, као и музеји. Израда зидних тепиха такође се сматра и оруђем за уједињавање група у друштву различитог узраста и социо-економског порекла.

### Сајам тепиха у Молдавији
Сваке године од 2014, одржава се национални сајам тепиха “Covorul Dorului”, а прославу организује Министарство просвете, културе и истраживања Републике Молдавије. На отварању 2018. године министарка Моница Бабуц осврнула се на симболично значење традиционалних тепиха:
„Каже се да занатима можемо спасити дух традиције, а традицијом можемо спасити душу једног народа. У историји нашег народа било је времена када је тепих који се преносио с колена на колено био најдрагоценије богатство једне породице, њена племићка хералдика. Рођен из уметности и народне традиције, плод маште и вештине занатлија којима је процес био попут чаролије, тепих није био само предмет, већ писмо или књига њихових живота и наше заједничке судбине. Несумњиво је да је судбина нашег народа ткана баш попут древног ћилима, састављена је као народна ношња - жичана нит, мотив по мотиву, комад по комад, од вуне до предива, до тканине. Наше баке, наше мајке, наше сестре слале су нам кроз тепих и кроз претке поруке љубави и мудрости, стрпљења и вере у добро."
Током сајма одржавају се изложбе "Традиција и модерност", "Чаролија старог тепиха", "Слика света уткана у вуну" и друге, које представљају су традиционалне тепихе Молдавије и региона и славе историју и обичаје народа региона.

## Развој кроз историју
У Румунији ткање тепиха датира од памтивека. Примарна функција ткања је требало да обезбеди топлотну изолацију дрвених кућа. Теписи су израђивани на хоризонталним или вертикалним разбојима преплетањем нити вуне. Припремни кораци за ткање били су одабир и ручна обрада текстилних влакана, након чега је уследило мотање и ткање. Између 1850. и 1950. конопља се користила као основа, а касније је замењена памуком. Прве боје биле су биљни пигменти; после 1900. године, хемијске боје су замениле природне, одређујући разноликост у хроматском распону украсних мотива. Чињеница да су теписи заправо били женски мираз мотивисала је ткаље у одабиру најбољих техника за осмишљавање украсних мотива, како би им се дивили током венчања. Кроз спор процес усавршавања и креативне комбинације мотива, композиције тепиха су се постепено мењале, како би задовољиле културне захтеве и укусе.
Најстарији су геометријски мотиви - комбинације једноставних, изломљених, закривљених линија повезаних са троугловима, квадратима, правоугаоницима и дијамантима. Мотиви су поређани у отвореним или урамљеним композицијама, што резултира симетричним, понављајућим ефектом и хроматским ритмом. Затим следе цветни мотиви, стилизовани у складу са регионалним техникама, илуструју посебан свет румунског села - пољско, шумско и вртно цвеће (детелина, босиљак, ружа, божур, ђурђевак, лала, нарцис и слично), долазе складно, често у гроздовима, у целокупном дизајну. Међу веома стилизованим зооморфним мотивима, коњ, увек са јахачем, био је један од најчешћих мотива тепиха у Марамурешу, Молдавији и Олтској земљи у 19. веку. Птице прикладно употпуњују украсни репертоар румунских тепиха, јер су интегрисане, по својој симболичкој вредности, у сложене композиције. Људске силуете, женске или мушке, или једноставно њихова физиономија, стилизоване су до апстракција.
Важну улогу у овековечењу и развоју украсних репертоара тепиха држале су манастирске радионице и градске радионице специјализоване за образовање жена ткаља. Иако је ткање тепиха било занат који се преносио у породичном окружењу, са развојем образовног система, процес професионалног учења више није био ограничен на породице, већ се развио кроз школско и неформално/стручно образовање, данас и кроз невладине организације, универзитетске програме и музејске активности.
Чак и у савременим дизајнерским решењима (која културу ткања тепиха и постављања на зид објашњавају некадашњом потребом ѕа изолацијом од хладноће и буке, као и демонстрацијом богатства и престижа куће), предлаже се као иновативно и интересантно, постављање тканих тепиха на зидове.